# ハワイ語
ハワイ語（ハワイご、ハワイ語: ʻōlelo Hawaiʻi）は、オーストロネシア語族に属し、ハワイ諸島先住民のポリネシア人であるハワイ人の先祖代々の言語である。英語とともにハワイ州の公用語に指定されている。特徴として、例えばWIKIPEDIAがWIKIPEKIAとなる等、本来「t」と「k」を区別しない点などが挙げられる。近縁のポリネシア語と同様に、用いられる音素が非常に少ないことである（後述する#音声体系とアルファベットの章を参照のこと）。ISO言語コードは haw 。
ハワイ語は、サモア語、マオリ語などのポリネシア語とごく近い関係にあり、マレー諸島やマダガスカル、フィリピンの言語などともやや遠いが、「親類関係」にあたる。
ハワイアン・クレオールとも呼ばれるハワイの混成語はここで述べるハワイ語とは異なる。こちらは、英語を基にした地域言語であり、ハワイ語や、製糖・パイナップル栽培等の為に雇われた日本人や中国人を主とする移住民が持ち込んだ、アジアの言語からも一部の語彙を借用している。

## ハワイ語の現状

### 消滅の危機
現在ハワイ語は消滅危機言語である。19世紀にハワイ王国を経て現在アメリカ国内となったハワイ諸島のほとんどの地域では、ハワイ語は英語にとってかわられており、日常会話にはもはや殆ど使われてはいない。例外的に、ニイハウ島ではいまだ日常会話にもハワイ語を使っているが、それはニイハウ島が個人的に所有されている島であり、外部からの訪問を厳しく制限しているためである。
さまざまな理由により、ハワイ語を話す者の数は1900年ごろの約3万7千人から2000年代初頭の時点で約1千人にまで減少した。現在生存するハワイ語を母語とする話者の半分は、1920年代から1930年代までに生まれた世代であり、その多くが寿命を迎える世代であることから、ハワイ語の話者の減少に拍車がかかっている。

### ハワイ語復興運動

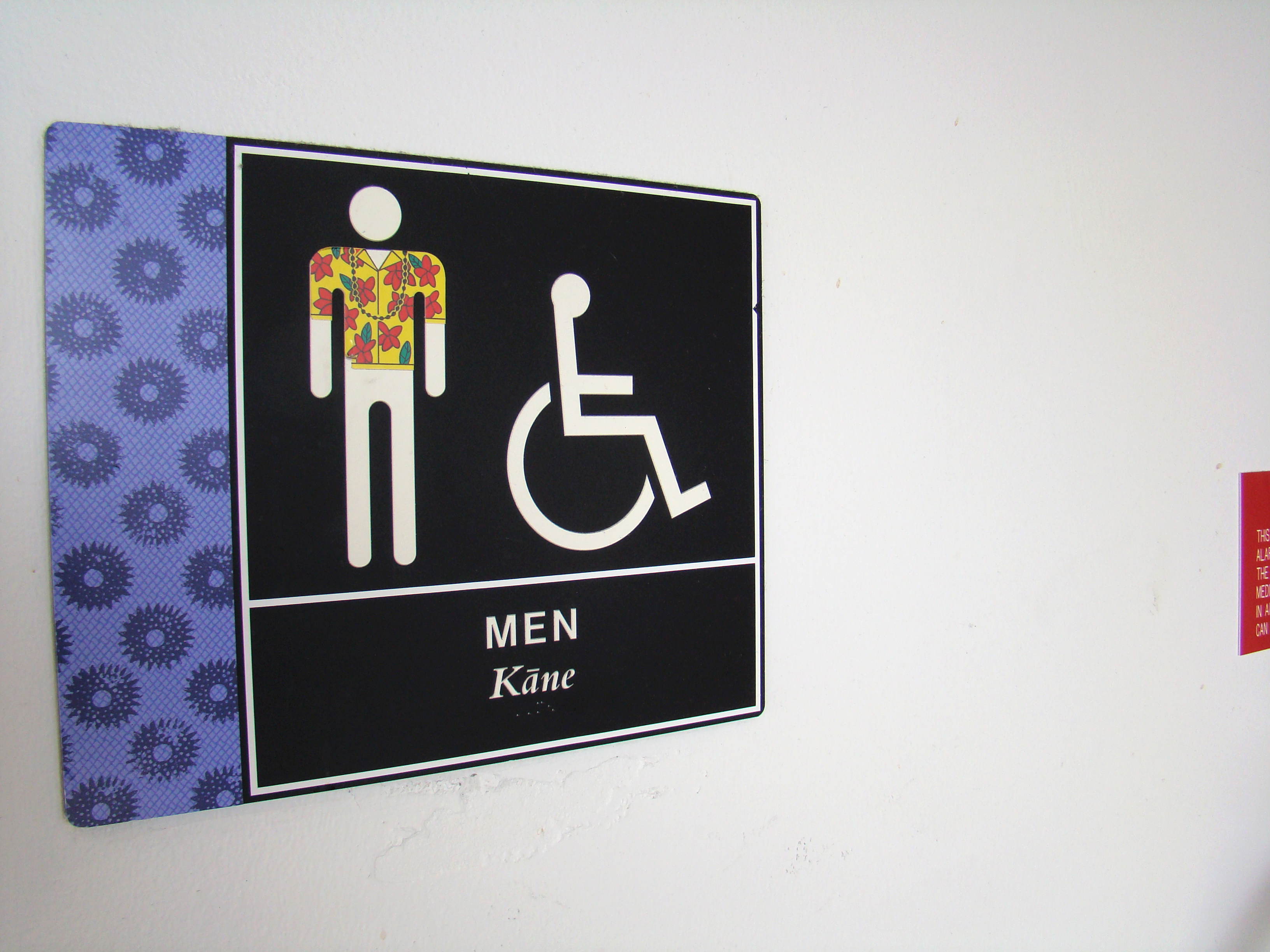
ダニエル・K・イノウエ国際空港旅客ターミナル内のハワイ語と英語の2か国語表記

ハワイ語はハワイ州の公用語の一つとされている。伝統あるハワイ語を復興しようとするハワイ先住民の努力は、「ハワイ文化復興運動」で1990年代半ごろから増加してきている。
先住民系のハワイ人は第二言語としてハワイ語の学習を行っているが、モデルとする母語話者がおらず、ハワイ語のつづりも英語の音価に基づいて表記され英語の語順が用いられている。また、19世紀初期まで話されていた純粋なハワイ語を復活させようという人々と、英語や混成語との100年以上にわたる接触によって形作られたハワイ語で育った人々との緊張関係も見られる。
ハワイ語を次の世代に残そうとする家族の子供たちのために、現在ハワイ語による没入法（イマージョン教育）を行う「カメハメハ・スクール」が開校されている。また1970年代に公民権運動が盛んになったころから、日本人・ハワイ人混血のラリー・キムラが力を注いだのハワイ語による幼児教育プーナナ・レオや初等中等教育校でのハワイ語のみのクラスのカイアプニ・スクール（Kaiapuni school）ができて、例えばハワイ島ヒロでは通称「ナーヴァヒー校」（Nāwahī School）もできて、ハワイ語で幼稚園から高校まで600人を教育しているような例もある。また、ハワイ大学ヒロ校のハワイ語学部（ Ka Haka ʻUla O Keʻelikōlani）も開部した。
また、ナショナル・パブリック・ラジオのハワイ公共ラジオ（Hawaii Public Radio）は「きょうのハワイ語」(Hawaiian word of the day)という番組を毎日放送しているほか、ホノルルのダニエル・K・イノウエ国際空港ではアナウンスや公式表記に使用されている。

## 音声体系とアルファベット
一般にポリネシアの言語の音声体系はシンプルである。以下のような特徴が一般的。
- 母音は a, e, i, o, u の5種類で、それぞれに長短の区別がある。
- 子音音素の数は少なめで、8 - 11個程度である。
- 音節末に子音が来ない。2重子音は存在しない。母音、子音をそれぞれ V, C とすると、音節は V または CV の形のみ。

ハワイ語も上記特徴にもれない。
表記系においては、サモア語やタヒチ語などと同様、音素とアルファベットがほぼ完全に一対一対応している。
ハワイ語に用いるアルファベット（ka pīʻāpā  Hawaiʻi ; カピーッアーパーハワイッイ）は以下の13字。
長母音はマクロン（ハワイ語: kahakō ; カハコー）を使って表す。
- 母音 : a, e, i, o, u
- 子音 : h, k, l, m, n, p, w, ʻ

これらの音価はおおむね字のとおりだが、アポストロフィに似た文字「ʻ」は、オキナ（ʻokina ; 後述）と呼ばれる声門閉鎖音 [ʔ] である。
長音には必ずアクセントが置かれる。長さによって母音の音色が変わることはない。
音素の少なさから多くの異音が許されている。たとえば /k/ は前舌母音の前で [t] 音に調音されることがよくあるし、/w/ が [v] に近く発音されることも多い。
ハワイ語は、言語類型論において「摩擦音が1つしかない言語ではその摩擦音は [s] である」という説の反証でもある（ハワイ語唯一の摩擦音は [h] ）。

### オキナとマクロン
現代ハワイ語正書法では、ラテン文字の他にアクセント符号として、オキナ（声門閉鎖音符号、ハワイ語: ʻokina）とマクロン（長音符号、ハワイ語: kahakō）を付加する。
オキナはハワイ語の表記に用いられるアポストロフィに似た形の字母のこと。子音の一種・声門閉鎖音 [ʔ] を表す文字である。たとえば、「ハワイ」「オアフ」の本来の発音はそれぞれ [ha.ˈvai.ʔi]、[o.ˈʔa.hu] （IPA）であるが、これをそれぞれ Hawaiʻi、Oʻahu のように綴る。
ユニコードなどでは正式には「ʻ」（U+02BB）を用いるが、対応していないフォントやウェブブラウザでは正しく表示されないので、シングルクォートの開き「‘」（U+2018）が妥協案。グレイヴ・アクセント「`」 (U+0060) や下が太い引用符を使うこともしばしばある。
マクロンは長母音を現わすので母音の上に置かれて、「ā ē ī ō ū Ā Ē Ī Ō Ū」のように表現する。1821年ごろ、宣教師ハイラム・ビンガム（Hiram Bingham I）などがハワイ語の書き言葉を作った時に、出身地のボストンにこうした文字フォントをリクエストしたが作ってくれず、その後オキナやマクロンがないテキストが横行した。

## 形態論的特徴
冠詞は ka, ke, nā, he, ʻo の5種類である。
- ke(定冠詞)+ a, e, k, oから始まる単数の普通名詞
- ka(定冠詞)+ h, i, l, m, n, p, u, w, 'から始まる単数の普通名詞
- nā(定冠詞)+複数の普通名詞
- he(不定冠詞)+単数の普通名詞
- ʻo+主格になる固有名詞

つまり上記5種類が出てくれば、その後ろに続く語はほとんどが名詞である。ただし、Keには後ろに動詞が続き、Ke+動詞△△+nei+主語○○の形をとり、現在を表す「○○は△△している」という構文になる場合もある。
ハワイ語の重複語は、重複によって語の意味や品詞が変わるなど文法的な変化がみられるのが特徴。
語全体の重複
- kila(高い地位)→kilakila(威厳のある)
- holo(走る)→holoholo(散歩をする)
- wai(水)→waiwai(裕福な、豊富な)

部分的な重複
- mālama(気を付ける)→mālamalama(知識の光)
- nahele(森林)→nāhelehele(雑草)

## 基本語順
- ハワイ語の基本語順の大原則は、動詞+主語。

　Hula(踊る)+au(わたし)=私は踊る。/ Inu(飲む)+ʻoe(あなた)=貴方は飲む。
- 修飾の語順は、修飾される語+修飾する語

　名詞句:lei(レイ)+nani(美しい)=美しいレイ / 動詞句:hula(踊る)+leʻa(楽しく)=楽しく踊る

## ハワイ語の語句の例
ハワイ語はフラ、ハワイの音楽、その他ハワイ独特の文化に関してから、学術用語（アア溶岩、パホイホイ溶岩、キプカなど）にまで、世界的によく知られるようになった。

### 広く知られた語句
- アロハ
- アロハ・オエ - ハワイ王国の歌。
- ウィキウィキ - Wikipediaなどのウィキの語源である。
- ウクレレ
- フラ
- ホクレア - 古代のポリネシアで用いられていた木造船。
- ホロホロ - 散歩 [6]
- ロミロミ
- ホ・オポノポノ
- マハロ - ありがとう。

### 英語の中でもよく使われる語句

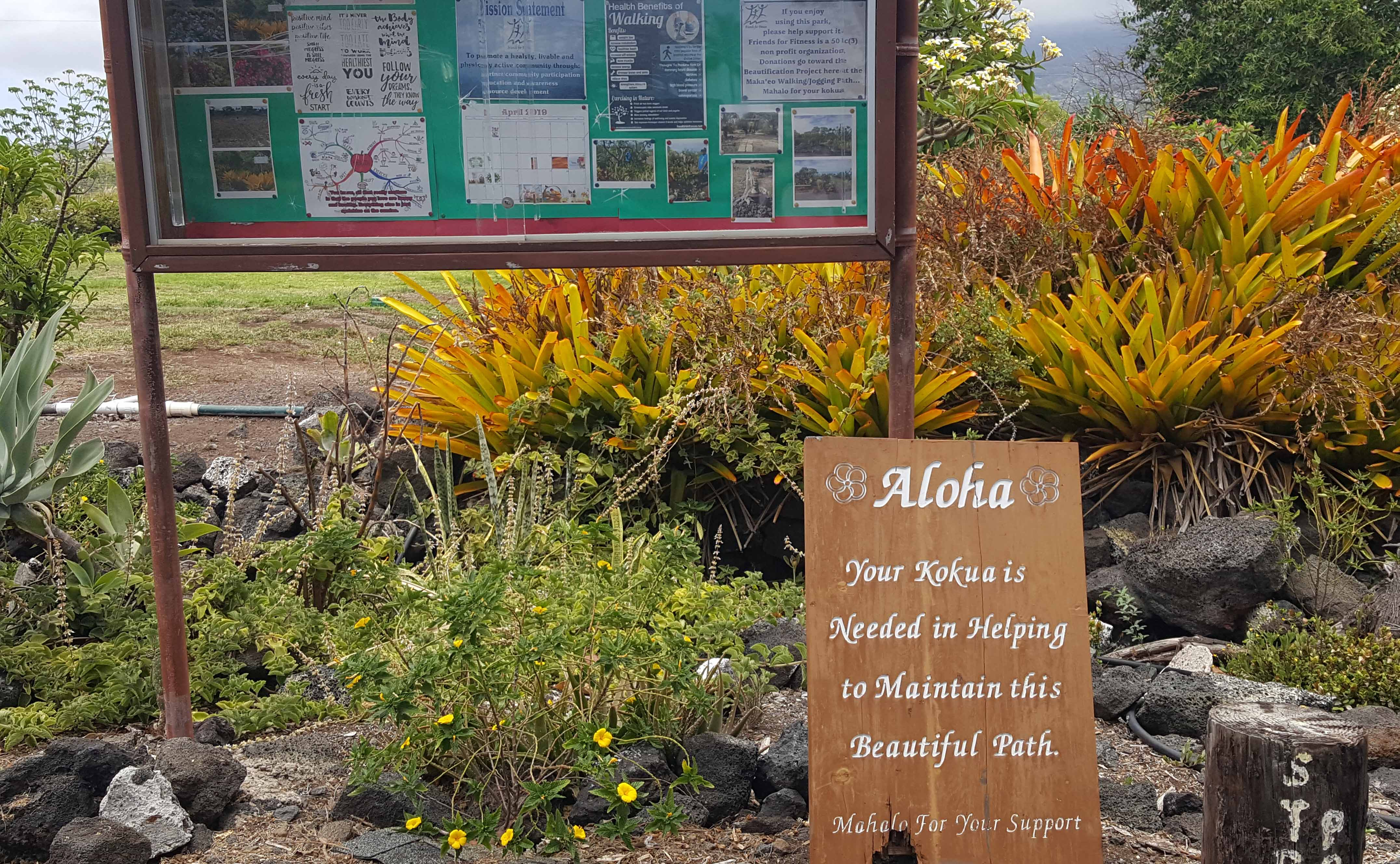
公園の英語案内板にハワイ語の「Aloha」（こんにちは！）、「Kokua」（協力）などのハワイ語を混ぜる（カイルア・コナの旧コナ空港州立リクリエーションエリアで）

ハワイに住む人たちは、たとえ英語を使う人であってもよくハワイ語の語句を使う。
- ケイキ（Keiki） - 子供。例えば私的道路標識で、“Keiki at Play”「子供の飛び出し注意」
- カネ（Kane）とワヒネ（Wahine） - 男性と女性。トイレの入口で、これらの言葉も併記されている。
- マカイ（Makai） - 海側、マウカ（Mauka） - 山側。すべて島に住んでいるので、海側にいるか、山側（内陸側）にいるか、いつも意識の中にある。
- オハナ（ʻOhana） - 家族を意味する。ただし広い意味で使われる。
- コクア（Kōkua） - 協力。
- カマアイナ (Kamaʻāina) - ハワイ地元の人（ハワイ州の運転免許証を持っている人）で、地元の人への割引対象。
- ハレ (Hale) - 家、ビルの意味で、ハレ・ホノルルなど。
- ラニ (lani)[7] - 空、天国という意味。ハレクラニなど。

他、ハワイ諸島全島の島名、およびそれら各島の地名のほとんどはハワイ語である。かつては北西ハワイ諸島の各島にもハワイ語名があった。

### ハワイ語の挨拶表現
- Aloha. - こんにちは、さようなら。
- Aloha kakahiaka. - おはよう。
- Aloha awakea. - こんにちは。
- Aloha ahiahi. - こんばんは。
- Maikaʻi. - 元気です。
- Mahalo. - ありがとう。
- Mahalo nui loa. - 本当にありがとう。
- E komo mai. - いらっしゃい、ようこそ。
- Mele Kalikimaka. - メリー・クリスマス。
- Hauʻoli makahiki hou. - 新年あけましておめでとう。
- Hauʻoli lā hānau. - 誕生日おめでとう。
- Hauʻoli lā aloha. - ハッピー・バレンタインデー。

### 例文
- こんにちは。

Aloha.
- 今、私はハワイ語を話しています。

I kēia manawa ʻōlelo Hawaiʻi wau.

## 書籍
- 木村由香 著『まずはこれだけ ハワイ語』 国際語学社 ISBN 978-4-87731-576-4
- 同上 『はじめてのハワイ語』 小学館
- 同上（監修） 『いっそイラストハワイ単語帳』 小学館
- 鳥山親雄 著『誰でもわかるハワイ語の本』 文踊社